# Кулак Артем Ярославович
Арте́м Яросла́вович Кула́к (26 жовтня 1985 — 18 липня 2015) — солдат Збройних сил України.

## Життєпис
Народився 1985 року в селі Гузіїв Івано-Франківської області, виступав за Долинську ДЮСШ на змаганнях з греко-римської боротьби; закінчив школу-інтернат міста Долина. Їздив на заробітки за межі України.
У березні 2015-го мобілізований, солдат, стрілець 72-ї окремої механізованої бригади; з весни 2015 року брав участь у боях на сході України.
У ніч проти 18 липня 2015-го загинув внаслідок обстрілу, влаштованому терористами, поблизу села Новогнатівка Волноваського району. За іншими даними - в результаті травми.
24 липня 2015 року похований у Гузієві.
Без Артема лишилися батько та двоє старших братів.

## Вшанування
- 4 вересня 2015-го в місті Долина відкрито меморіальні дошки Артему Кулаку та Зоряну Білінському.